# 帕维尔·泽里亚诺夫
帕维尔·伊万诺维奇·泽里亚诺夫（羅馬化：Pavel Ivanovich Zyryanov 1907年3月16日—1992年1月3日）苏联军事领导人。

## 生平
曾参与1945年苏日战争、1956年镇压匈牙利革命。1961年2月晋升上将，1952年至1956年、1957年至1972年担任苏联边防军司令。1964年前往中华人民共和国北京参与中苏边界谈判。